# Jiří Sequens
Jiří Sequens (23 avril 1922, Brno - 21 janvier 2008, Prague) est un cinéaste tchèque.

## Biographie
Sequens étudie les arts du cinéma à Moscou après la fin de la Seconde Guerre mondiale. Il est un grand cinéaste de l'ancienne Tchécoslovaquie. Il retourne ensuite dans son pays pour travailler pour l'industrie du cinéma tchécoslovaque.
Il est l'auteur de la plupart des films et séries de télévision de propagande du pays pendant l'ère soviétique.
Il décède de mort naturelle dans un hôpital praguois.

## Filmographie
- Vsední den (1949)
- Cesta ke stestí (1951)
- Olovený chléb (1954)
- Větrná hora (1955)
- Neporazení (1958)
- Bratr oceán (1958)
- Útek ze stínu (1959)
- Kolik slov stací lásce? (1962)
- Smrt na cukrovém ostrove (1962)
- Sestý do party (1962), téléfilm
- Deváté jméno (1964)
- Commando à Prague (Atentát) (1965)
- Epitafios gia ehthrous kai filous (1965)
- Erotes sti Lesvo (1967)
- Konfrontace (1971), téléfilm
- Pěnička a Paraplíčko (1971)
- Partie krásného dragouna (1971)
- Vražda v hotelu Excelsior (1971)
- Štědrý večer pana rady Vacátka (1972), téléfilm
- Smrt cerného krále (1972)
- Kronika zhavého léta (1973)
- Pokus o vrazdu (1973)
- 30 případů majora Zemana (1975), série télévisée de 30 épisodes
- Rukojmí v Bella Vista (1980)
- Ta chvíle, ten okamzik (1981)
- Horký podzim s vuní manga (1984)
- Dva na koni, jeden na oslu (1987)
- Bronzová spirála (1988), série télévisée
- Hříšní lidé města pražského (2000), mini-série en 4 épisodes